# Apocynoideae
Apocynoideae, potporodica biljaka, dio porodice zimzelenovki. Podijeljena je na devet tribusa među kojima je najvažniji rodovi apocinum (Apocynum), beumoncija (Beaumontia), funtumija,  holarhena, mandevila, oleandar, prestonija, strofantus, zvjezdasti jasmin ili trahelospermum, i još neki.

## Opis
Apocynoideae su drveće, grmlje, lijane ili (rijetko) zeljaste biljke, obično s mliječnim lateksom. Stipule obično 0. Listovi nasuprotni ili u pršljenu, rjeđe naizmjenični ili spiralno, jednostavni, cijeli. Cvjetovi biseksualni, obično aktinomorfni. Korola (vjenčić) ponekad s krunocom. Plod je bobica, koštunica ili folikul (suhi plod nastao iz jednog karpela). Sjemenke u suhom plodu često krilata ili s dlačicama.

## Tribusi
1. Apocyneae Rchb.
2. Baisseeae M.E. Endress
3. Echiteae Bartl.
4. Malouetieae Müll. Arg. in Mart.
5. Mesechiteae Miers
6. Nerieae Baill.
7. Odontadenieae Miers
8. Rhabdadenieae Pichon ex M.E. Endress
9. Wrightieae G. Don